# Usted se me llevó la vida
«Usted se me llevó la vida» ("Você Roubou a Minha Vida" en su versión en portugués) es una exitosa canción pop del cantante y compositor brasileño Alexandra Pires, fue escrita por Estéfano y Donato Póveda. Fue lanzada como el sencillo debut a mediados del año 2001 por la discográfica BMG U.S. Latin para su álbum debut homónimo en la versión en español del disco y de igual forma como el sencillo principal oficial de la versión en portugués titulada É por Amor.

## Versión con Carlos Rivera
En 2024 el cantante mexicano Carlos Rivera hizo a dueto cover de la canción con el cantante la cual tuvo buena recepción por parte de los aficionados.

## Posición en listas
La canción se hizo popular en muchos países de Latinoamérica y algunos de Europa durante los primeros meses de su lanzamiento. Es el primer gran éxito del cantante a nivel mundial. En el Reino Unido, la canción entró en el número 26 y subió hasta alcanzar el número 6 en su segunda semana en la tabla. 
| Top (2001-02)                  | Mejor posición |
| ------------------------------ | -------------- |
| Brasil - Top 40 Charts         | 2              |
| Dutch Top 40                   | 34             |
| Hungría - Top 40 Singles       | 22             |
| Israel Singles Chart           | 8              |
| México Top 100                 | 97             |
| Países Bajos - Top 40 Singles  | 10             |
| Perú - Top 100 Singles         | 30             |
| Sweden Top 40                  | 1              |
| Reino Unido - UK Singles Chart | 26             |
| República Checa - Top IFPI     | 25             |